# Фотон-М2
«Фотон-М № 2» — российский научно-исследовательский спутник серии «Фотон-М», предназначенный для проведения биологических и радиационно-физических экспериментов в полетах беспилотных космических аппаратов. Запуск космического аппарата состоялся 31 мая 2005 года с космодрома Байконур на ракета-носителе «Союз». Полёт продолжался 16 суток в период. Основная задача спутника заключалась в реализации первого спутника этой серии — «Фотон-М № 1», который попытались запустить 15 октября 2002 года, но он погиб при взрыве ракеты-носителя на 29-й секунде после стартового сигнала.
В подготовке программы участвовали российские научные учреждения и специалисты НАСА.
Государственный научный центр РФ — Институт медико-биологических проблем РАН при поддержке ГНП РКЦ «ЦСКБ-Прогресс» изготовлена аппаратура для проведения экспериментов.

### Запланированная научная программа
- Эксперимент «Плазмида-Ф2»
- Эксперимент «Регенерация-Ф2»
- Эксперимент «Рецептор-Ф2»
- Эксперимент «Геккон-Ф2»
- Радиационно-физические эксперименты: для этого эксперимента были установлены дозиметры, с целью определения уровня облучения биообъектов за время эксперимента.

Полёт научно-исследовательского спутника был успешно завершен. Биобъекты были доставлены в научные институты для дальнейшего исследования. Благодаря новым методам изучения биоматериала, в ходе эксперимента были получены новые сведения об аккомодации живых организмов к гравитации.